# Paul Blackthorne
Paul Blackthorne (Wellington, 5 marzo 1969) è un attore britannico. Ha recitato nel cinema, in televisione e alla radio. Pur essendo nato nello Shropshire, in Inghilterra, ha trascorso la sua infanzia in basi militari britanniche sia in Inghilterra che in Germania. La popolarità di Blackthorne è nata grazie alla sua partecipazione, a inizio carriera, allo spot Grim Reaper di Virgin Atlantic, che ebbe un enorme successo.

## Cinema
Blackthorne ha esordito nel 2000 col ruolo di Victor Ward nel film This Is Not an Exit: The Fictional World of Bret Easton Ellis di Gerald Fox. Ma il suo primo successo è arrivato nel 2001 con il film Lagaan - C'era una volta in India, nel ruolo del capitano Andrew Russell. Il film è stato candidato all'Oscar-Bollywood. Nello stesso anno ha avuto il ruolo da protagonista nel film britannico The Truth Game. Nel 2003 ha recitato in Mindcrime e nel 2005 in Four Corners of Suburbia, miglior lungometraggio all'Indie festival (festival del cinema indipendente). Nel 2006 ha interpretato il personaggio di "Jonas Exiler" nella pellicola indipendente Special, con Michael Rapaport.

## Televisione
Nel 2002 Blackthorne ha preso parte alla serie americana Presidio Med con il ruolo del medico inglese Matt Slingerland e ha fatto apparizioni importanti nel ruolo di Guy Morton nella serie televisiva britannica Holby City, di Liam MacGregor in Peak Practice, del dottor Jeremy Lawson in E.R. - Medici in prima linea della NBC e del terrorista biologico Stephen Saunders in 24. Ha inoltre fatto apparizioni in Deadwood e in un episodio di Monk. Ha preso parte alle due stagioni della serie della NBC Lipstick Jungle nel ruolo di Shane Healy, un musicista inglese marito di Wendy Healy (interpretata da Brooke Shields). Ha interpretato un terrorista irlandese in un episodio della serie americana Burn Notice - Duro a morire nel 2009. Nel 2010 è apparso in due episodi di Leverage - Consulenze illegali come un trafficante d'armi, e in un episodio di CSI: Miami, diretto da Rob Zombie. Nello stesso anno ha avuto un ruolo ricorrente in The Gates - Dietro il cancello nei panni di Christian Harper. Il 7 dicembre 2010 è apparso nell'episodio natalizio ("Secret Santa") della serie Warehouse 13. Dal 2012 appare nella serie televisiva Arrow nel ruolo del detective Lance.

## Filmografia

### Cinema
- Rhythm & Blues, regia di Stephen Lennhoff (2000)[2]
- Lagaan - C'era una volta in India (Lagaan: Once Upon a Time in India), regia di Ashutosh Gowariker (2001)
- The Truth Game, regia di Simon Rumley (2001)[3]
- Four Corners of Suburbia, regia di Elizabeth Puccini (2005)
- Special, regia di Hal Haberman e Jeremy Passmore (2006)
- A Christmas Carol, regia di Robert Zemeckis (2009)
- Scemo & + scemo 2 (Dumb and Dumber To), regia di Peter e Bobby Farrelly (2014)
- Daisy Winters, regia di Beth LaMure (2017)
- Margherita - Regina del Nord (Margrete den første), regia di Charlotte Sieling (2021)

### Cortometraggi
- Romeo Thinks Again,  regia di Matthew Parkhill (1998)
- Mindcrime, regia di Tanja Mairitsch (2003)
- The Gold Lunch, regia di Joanna Kerns (2008)

### Televisione
- Peak Practice – serie TV, 4 episodi (1999)
- Jonathan Creek – serie TV, episodio 3x02 (1999)
- Holby City - serie TV, 11 episodi (2001)
- Presidio Med - serie TV, 13 episodi (2002–2003)
- 24 - serie TV, 10 episodi (2004)
- E.R. - Medici in prima linea (ER) - serie TV, 5 episodi (2004)
- Gramercy Park - serie TV, episodio 1x01 inedito (2004)
- Medium – serie TV, episodio 1x11 (2005)
- Detective Monk (Monk) – serie TV, episodio 5x10 (2006)
- Big Shots – serie TV, 9 episodi (2007-2008)
- The Dresden Files – serie TV, 13 episodi (2007-2008)
- Lipstick Jungle – serie TV, 20 episodi (2008-2009)
- Burn Notice - Duro a morire (Burn Notice) - serie TV, episodio 3x09 (2009)
- CSI Miami - serie TV, episodio 8x16 (2010)
- Leverage - Consulenze illegali (Leverage) - serie TV, 2 episodi (2010)
- The Gates - Dietro il cancello (The Gates) - serie TV (2010)
- Warehouse 13- serie TV, episodio 2x13 (2010)
- White Collar - serie TV (2010)
- CSI - Scena del crimine (CSI) - serie TV, episodio 12x17 (2012)
- Terapia d'urto - serie TV, episodio 2x05 (2012)
- The River – serie TV, 8 episodi (2012)
- Arrow – serie TV, 143 episodi (2012-2020)
- Magnum P.I. - serie TV, episodio 5x11 (2024)

## Doppiatori italiani
Nelle versioni in italiano delle opere in cui ha recitato, è stato doppiato da:
- Christian Iansante in CSI: Miami, Leverage - Consulenze illegali, Magnum P.I.
- Massimo Rossi in Arrow (st. 4-8), Legends of Tomorrow, The Flash (ep. 4x08)
- Vittorio De Angelis in Arrow (st. 1-3), The Flash (ep. 1x19)
- Stefano Benassi in The River, Scemo & + scemo 2
- Fabio Boccanera in 24
- Massimo Bitossi in Detective Monk
- Guido Di Naccio in CSI - Scena del crimine
- Fabrizio Pucci in Burn Notice - Duro a morire
- Roberto Pedicini in Warehouse 13
- Sergio Lucchetti in White Collar